# Enumeratio Plantarum Africae Australis Extratropicae
Enumeratio Plantarum Africae Australis Extratropicae (abreviado Enum. Pl. Afr. Austral) es un libro con descripciones botánicas que fue escrito conjuntamente por Christian Friedrich Ecklon y Carl Ludwig Philipp Zeyher y editado en el año 1834-1837 con el nombre de Enumeratio Plantarum Africae Australis extratropicae qua collectae, determinatae et expositae. Es un exhaustivo catálogo de la flora de Sudáfrica.

## Publicación
- Parte 1: 1-144. Dec 1834-Mar 1835;
- Parte 2: 145-288. Jan 1836;
- Parte 3: 289-400. Apr 1837